# Močola
Močola (ukrajinsky Мочола, maďarsky Macsola) je obec na Ukrajině, v Zakarpatské oblasti, v okrese Berehovo, ve vesnické komunitě Velká Behaň. Obec se nachází 6 km jižně od okresního centra a železniční stanice – města Berehovo. V roce 2024 zde žilo 273 obyvatel.
Částí obce je ves Huňadi.
Na obecním hřbitově je pomník postavený v roce 1991 účastníkům 2. světové války a památce obětí stalinských represí.

## Historie
První písemná zmínka o obci pochází z roku 1327. Získala své jméno podle bažiny, která ji obklopovala. V roce 1566 byla  vypleněna Tatary. Po skončení první světové války se jako součást Podkarpatské Rusi stala součástí nově vzniklého Československa, a to pod názvem Mačola. Byl zde obecní notariát, četnická stanice a poštovní úřad. V letech 1938 až 1945 byla přičleněna (v důsledku první vídeňské arbitráže) k Maďarsku. Po skončení druhé světové války byla postoupena Sovětskému svazu.